# Samo II
Samo II Teósebes Diceu (em grego: Σάμος Θεοσεβής Δίκαιος; romaniz.: Sámos Theosebḗs Díkaios; m. 109 a.C.) foi o segundo rei da Comagena.

## Nome
Samo (Samus; Σάμος, Sámos) é a forma latina e grega do armênio Same (Սամ Sam), que por sua vez se originou no nome iraniano antigo Sama (Sāma), "preto".